# Ormont-Dessus
Ormont-Dessus (antiguamente en alemán Ormund o Ulmenthal) es una comuna suiza del cantón de Vaud, ubicada en el distrito de Aigle. Limita al norte con las comunas de Ormont-Dessous y Château-d'Œx , al este con Gsteig bei Gstaad (BE) y Savièse (VS), al sur con Conthey (VS), Bex y Gryon, y al oeste con Ollon y Ormont-Dessous.
Las localidades de Col-du-Pillon, Le Rosex, Les Aviolats, Les Bovets, Les Diablerets y Vers-l'Eglise, también pertenecen al territorio comunal.
La comuna formó parte del círculo de Ormonts, disuelto el 31 de diciembre de 2007 con la entrada en vigor de la nueva ley de organización territorial del cantón de Vaud.